# كينجي ساتو
كينجي ساتو (باليابانية: 佐藤賢治؛ بالكانا: さとう けんじ) هو لاعب كرة قاعدة ياباني، ولد في 26 أغسطس 1988 في أوتا في اليابان.

## روابط خارجية
- كينجي ساتو على موقع الدوري الياباني لكرة القاعدة (الإنجليزية)